# Sima de las Puertas de Illamina (BU-56)
La Sima de las Puertas de Illamina (que porta el código BU-56 en el Catálogo Espeleológico de Navarra) es una de las simas más profundas de España.

## Situación
La entrada de esta sima se encuentra en el monte Budogia, en terrenos de la localidad navarra de Isaba, en el Macizo de Larra-Belagua. 

## Historia
El Macizo de Larra-Belagua, referencia espeleológica a nivel mundial, viene siendo explorado desde hace más de 100 años por espeleólogos de todo el mundo, coordinados desde 1966 por la asociación ARSIP. Fue en este contexto cuando, en 1979, miembros de los clubes de Estella, Satorrak y Frontenac comenzaron a prospectar sistemáticamente la zona de Budogia. En la sima que denominaron BU-56 dieron comienzo a una exploración que avanzó rápidamente; para el año siguiente habían alcanzado ya la profundidad de -1192 m, y llegaron hasta el río subterráneo denominado Saint Georges, hallazgo de gran importancia porque el transcurso teórico de este río se había deducido en 1953 (a consecuencia de los estudios del hidrogeólogo Fernand Ravier), pero hasta esta fecha no se había conseguido localizarlo, fuera de su único punto conocido: la surgencia de Illamina Ziloa, eta la localidad suletina de Sainte-Engrâce.
La exploración de los primeros meses fue muy rápida: en 1981 espeleobuceadores alcanzaron la profundidad de -1338 m. Al año siguiente la exploración de la BU-56 se destacó en la planificación anual de los trabajos espeleológicos en Larra-Belagua. Se realizaron diversos trabajos, además de la exploración propiamente dicha; por ejemplo, en 1986 y 1987 los grupos de la Unión de Espeleólogos Vascos realizaron investigaciones hidroquímicas, geomorfológicas, sedimentológicas y biológicas, y el grupo búlgaro Studenets Pleven realizó un sonado estudio sobre la fisiología y psicología de la exploración en situaciones extremas; además, sus espeleobuceadores llegaron a la profundidad de -1408 m, reducido a -1340 m. De 1988 en adelante comenzaron a dejarse ver consecuencias indeseables de toda esta actividad: la basura acumulada motivó que a partir de esta fecha comenzaran a realizarse expediciones principalmente dirigidas a su extracción. Esto unido a la complicación logística que suponía trabajar a profundidades tan grandes motivó que los trabajos en la BU-56, sin llegar a detenerse, redujeran de forma notable su ritmo.
Tras unos años de pausa, en el 2013 a iniciativa de la Federación Navarra de Espeleología, la Unión de Espeleólogos Vascos retomó los trabajos de exploración de la Sima de las Puertas de Illamina. Desde entonces se realiza anualmente una campaña de verano, en coordinación con los otros grupos del ARSIP que trabajan en Larra-Belagua.·. En el 2020 un paso en la bloquera final de la galería del río de la Hoya (BU-56) permitía su conexión con la sima de la Hoya de Portillo de Larra (A60). El desarrollo actuel real debe estar más cerca de los 32 kilómetros.